# Ноттингемшир
Ноттингемшир (англ. Nottinghamshire, [ˈnɒtɪŋəmʃər] или [ˈnɒtɪŋəmʃɪər], сокращенно Notts) — церемониальное неметропольное графство в центре Англии. Входит в состав региона Ист-Мидлендс. Столица — Уэст-Бриджфорд, крупнейший город — Ноттингем. Население — 771,9 тыс. человек (10-е место среди неметропольных графств; данные 2007 г.).

## География
Общая площадь территории 2160 км² (27-е место); территория административной области — 2085 км² (24-е место).

## Административное деление
В составе графства выделено 7 административных районов и 1 унитарная единица.
|  | 1. Рашклифф 2. Брокстоу 3. Эшфилд 4. Джедлинг 5. Ньюарк-энд-Шервуд 6. Мансфилд 7. Бассетло 8. Сити-оф-Ноттингем (унитарная единица) |

## Ноттингемшир в искусстве
- В Шервудском лесу около Ноттингема действовал герой средневековых английских народных баллад предводитель лесных разбойников Робин Гуд со своими преданными друзьями. Персонаж изображён на флаге Ноттингемшира.
- Главный герой фантастической тетралогии Джонатана Свифта «Путешествия Гулливера» Лэмюэль Гулливер — сын мелкого помещика из Ноттингемшира. В пьесе «Дом, который построил Свифт» Григория Горина уроженцем Ноттингемшира является вообразивший себя Гулливером доктор Симпсон.

## Города-побратимы
- Челябинск, Россия (2000)[3]